# François Louis de Rousselet Châteaurenault
François Louis de Rousselet, Marquis de Châteaurenault (22. září 1637, Château-Renault, Indre-et-Loire – 15. listopadu 1716, Paříž) byl francouzský admirál a šlechtic.
Châteaurenault byl roku 1702 velitelem francouzského loďstva v bitvě v zátoce Vigo. Bitvu prohrál a jeho vlajková loď La Forte shořela. Od roku 1704 byl guvernérem Bretaně.